# Ramona Papaioannou
Anna Ramona Papaioannou (griechisch Άννα Ραμόνα Παπαϊωάννου; * 15. Juni 1989 in Cholargos) ist eine zyprische Leichtathletin, die sich auf den Sprint spezialisiert hat. Sie ist die Tochter des ehemaligen brasilianisch-griechischen Fußballspielers Pavlos Papaioannou.

## Sportliche Laufbahn
Erste internationale Erfahrungen sammelte Ramona Papaioannou im Jahr 2005, als sie bei den Spielen der kleinen Staaten von Europa (GSSE) in Andorra la Vella in 58,10 s die Bronzemedaille im 400-Meter-Lauf hinter ihrer Landsfrau Alissa Kallinikou und Martina Xuereb aus Malta gewann. 2007 belegte sie bei den GSSE in Monaco in 62,29 s den vierten Platz über 400 Meter Hürden und siegte in 3:45,17 min mit der zyprischen 4-mal-400-Meter-Staffel. Anschließend schied sie bei den Junioreneuropameisterschaften in Hengelo mit 63,52 s im Vorlauf über 400 Meter Hürden aus. 2009 gewann sie bei den GSSE in Nikosia in 11,91 s die Silbermedaille im 100-Meter-Lauf hinter ihrer Landsfrau Eleni Artymata und auch über 200 Meter gewann sie in 24,65 s Silber hinter Artymata. Zudem siegte sie in 45,98 s in der 4-mal-100-Meter-Staffel. Anschließend nahm sie erstmals an den Mittelmeerspielen in Pescara teil und schied dort mit 12,03 s in der Vorrunde über 100 Meter aus, wie anschließend auch bei den U23-Europameisterschaften in Kaunas mit 12,57 s. 2011 siegte sie dann in 11,86 s über 100 Meter bei den GSSE in Schaan und gewann in 24,27 s Silber im 200-Meter-Lauf hinter der Malteserin Diane Borg und auch in der 4-mal-100-Meter-Staffel gewann sie in 47,08 s die Silbermedaille hinter dem Team aus Malta. Anschließend gelangte sie bei den U23-Europameisterschaften in Ostrava bis ins Halbfinale über 100 Meter und schied dort mit 11,94 s aus, während sie über 200 Meter mit 24,41 s in der ersten Runde scheiterte.
2013 startete sie im 60-Meter-Lauf bei den Halleneuropameisterschaften in Göteborg und schied dort mit 7,48 s in der ersten Runde aus. Anschließend siegte sie in 11,57 s über 100 Meter bei den Spielen der kleinen Staaten von Europa in Luxemburg sowie in 23,40 s auch im 200-Meter-Lauf und siegte in 46,02 s auch in der 4-mal-100-Meter-Staffel. Daraufhin belegte sie bei den Mittelmeerspielen in Mersin in 11,89 s den siebten Platz im 100-Meter-Lauf und wurde in 23,66 s Fünfte über 200 Meter. Zudem gewann sie in 44,79 s gemeinsam mit Paraskevi Andreou, Dimitra Kyriakidou und Eleni Artymata die Silbermedaille in der 4-mal-100-Meter-Staffel hinter Italien und stellte damit einen neuen Landesrekord auf. Im Jahr darauf gewann sie bei den Balkan-Hallenmeisterschaften in Istanbul in 7,45 s die Bronzemedaille über 60 Meter und startete anschließend über diese Distanz bei den Hallenweltmeisterschaften in Sopot und schied dort mit 7,43 s in der ersten Runde aus. Ende Juli gelangte sie bei den Commonwealth Games in Glasgow über 100 und 200 Meter bis ins Halbfinale und schied dort mit 11,61 s bzw. 23,87 s aus. Kurz darauf konnte sie bei den Europameisterschaften in Zürich ihr Halbfinalrennen über 200 Meter nicht beenden und scheiterte über 100 Meter mit 11,64 s im Vorlauf. 2015 gewann sie bei den Balkan-Meisterschaften in Pitești in 11,43 s und 23,25 s jeweils die Silbermedaille über 100 und 200 Meter und qualifizierte sich über beide Distanzen für die Weltmeisterschaften in Peking, bei denen sie über 100 Meter mit 11,38 s im Halbfinale ausschied, während sie über 200 Meter mit 23,30 s nicht über den Vorlauf hinauskam. Im Jahr darauf schied sie bei den Europameisterschaften in Amsterdam mit 11,55 s im Halbfinale über 100 Meter aus und verpasste mit der zyprischen 4-mal-100-Meter-Staffel mit 43,87 s den Finaleinzug. Anschließend nahm sie an den Olympischen Sommerspielen in Rio de Janeiro teil und schied dort mit 11,61 s und 23,10 s jeweils in der ersten Runde über 100 und 200 Meter aus. 
2017 belegte sie bei den Balkan-Hallenmeisterschaften in Belgrad in 7,62 s den siebten Platz und anschließend schied sie bei den Halleneuropameisterschaften ebendort mit 7,48 s im Vorlauf aus. Im Jahr darauf gelangte sie bei den Commonwealth Games im australischen Gold Coast bis ins Halbfinale über 100 Meter und schied dort mit 11,67 s aus. Anschließend erreichte sie bei den Balkan-Meisterschaften in Stara Sagora das Finale über 100 Meter, verzichtete dort aber auf einen Start. 2019 erreichte sie bei den Europaspielen in Minsk nach 11,70 s Rang 14 über 100 Meter und 2021 gewann sie bei den Balkan-Meisterschaften in Smederevo in 11,47 s die Bronzemedaille über 100 Meter und wurde in 23,51 s Vierte im 200-Meter-Lauf. 2022 wurde sie wegen einer positiven Dopingprobe auf Testosteron von der Athletics Integrity Unit für drei Jahre gesperrt und ihre Ergebnisse ab den Balkan-Meisterschaften annulliert.
In den Jahren von 2011 und 2016 wurde Papaioannou zyprische Meisterin im 100-Meter-Lauf sowie 2016 und 2019 über 200 Meter. Zudem siegte sie 2007 über 400 Meter Hürden.

## Persönliche Bestleistungen
- 100 Meter: 11,25 s (+1,1 m/s), 18. Juni 2016 in Nikosia (zyprischer Rekord)
  - 60 Meter (Halle): 7,33 s, 8. Februar 2014 in Piräus (zyprischer Rekord)
- 200 Meter: 23,10 s (0,0 m/s), 15. August 2016 in Rio de Janeiro
- 400 Meter: 56,49 s, 20. Juni 2009 in Banská Bystrica
- 400 m Hürden: 62,29 s, 7. Juni 2007 in Monaco